# Козлово-2 (Смоленская область)
Козлово-2 — деревня в Хиславичском районе Смоленской области России. Входит в состав Корзовского сельского поселения. Население — 9 жителей (2007 год). 
Расположена в юго-западной части области в 1 км к юго-западу от Хиславичей, в 34 км западнее автодороги А141 Орёл — Витебск, на берегу реки Сож. В 34 км восточнее деревни расположена железнодорожная станция Стодолище на линии Смоленск — Рославль. 

## История
В годы Великой Отечественной войны деревня была оккупирована гитлеровскими войсками в июле 1941 года, освобождена в сентябре 1943 года.
По данным справочников 1981, 1993 годов деревня Корзовского сельсовета Хиславичского района.